# Welsh (volk)
Welsh (Nederlands, verouderd: Wallisers, Welsh: Cymry) is een verzamelnaam voor de (voormalige) bewoners van Wales. Het wordt ook gebruikt voor diegenen die nog de oorspronkelijke keltische taal, Welsh spreken.
Net als met veel etnische groepen in het Verenigd Koninkrijk, is er veel discussie over de juistheid van deze omschrijving.
Zoals veel emigranten uit het Verenigd Koninkrijk houden ook de Welsh vast aan hun tradities. Er zijn dan ook Welshe gemeenschappen in Canada, de Verenigde Staten, maar ook daarbuiten. De beroemdste gemeenschap is waarschijnlijk die van Chubut (Y Wladfa) in Patagonië, in het zuiden van Argentinië, waar nog steeds Welsh gesproken wordt.